# Enema of the State
Enema of the State é o terceiro álbum de estúdio da banda estadunidense Blink-182, lançado dia 1º de junho de 1999 pela gravadora MCA Records.
Com sucessos como "What's My Age Again?" e "All the Small Things" a reputação do grupo como roqueiros pop punk de festas estava estabelecida. As opiniões da crítica muitas vezes falaram mal do álbum, mas alguns gostaram do senso de humor e brincadeira da banda. O álbum é um Enhanced CD que contém um videoclipe extra de "What's My Age Again?" e links para a Internet. A enfermeira na capa do álbum chama-se Janine Lindemulder, uma estrela pornô.

## Faixas[3][12]
Todas as canções foram escritas por Mark Hoppus e Tom DeLonge.
1. "Dumpweed" ** – 2:24
2. "Don't Leave Me" * – 2:24
3. "Aliens Exist" ** – 3:13
4. "Going Away to College" * – 3:00
5. "What's My Age Again?" * – 2:28
6. "Dysentery Gary" *** – 2:45
7. "Adam's Song" * – 4:10
8. "All the Small Things" ** – 2:48
9. "The Party Song" * – 2:19
10. "Mutt" ** – 3:23
11. "Wendy Clear" * – 2:52
12. "Anthem" ** – 3:39

* = Vocal líder de Mark Hoppus
** = Vocal líder de Tom DeLonge
*** = Vocal líder de ambos

## Créditos[2]

### Banda
- Mark Hoppus – vocal e baixo
- Tom DeLonge – vocal e guitarra
- Travis Barker – bateria

### Outras pessoas
- Brian Gardner – masterização
- Robert Grad – engenheiro assistente
- Jerry Finn – produtor, mixagem
- Sean O'Dwyer – engenheiro
- Tom Lord-Alge – mixagem
- Blink-182 – arranjos
- Tim Stedman – direção de arte, design
- Keith Tamashiro – design
- Mike Fasano – técnico da bateria
- Roger Manning – teclado
- John Nelson – engenheiro assistente